# Michael Houghton
Michael Houghton (1949), es un virólogo británico. Se hizo acreedor, en el 2020, al Premio Nobel en Fisiología o Medicina por su «contribución decisiva a la lucha contra la hepatitis de transmisión sanguínea» con el «descubrimiento del virus de la hepatitis C», junto con Harvey James Alter y Charles M. Rice.

## Biografía
Nacido en el Reino Unido en 1949, su padre era camionero y dirigente sindical. Fue educado en la escuela de Alleyn y, a la edad de 17 años, se inspiró para convertirse en microbiólogo después de leer sobre Louis Pasteur. Houghton ganó una beca para estudiar en la Universidad de East Anglia y se graduó con una licenciatura de segunda clase en ciencias biológicas en 1972, y posteriormente completó su doctorado en bioquímica en el King's College de Londres en 1977.

## Trayectoria
Houghton se unió a GD Searle & Company antes de mudarse a Chiron Corporation en 1982. Fue en Chiron donde Houghton, junto con sus colegas Qui-Lim Choo y George Kuo, y Daniel W. Bradley de los Centros para el Control y la Prevención de Enfermedades, descubrieron por primera vez la evidencia del VHC. Sin embargo, esta investigación ha sido cuestionada por no demostrar patogenicidad, en otras palabras, que el virus identificado por Houghton en realidad causa hepatitis. La investigación de Houghton dependió del trabajo de su posterior co-receptor del Nobel, Harvey Alter, que data de 1978. El equipo de NIH de Alter había extraído sangre de lo que se conocía como "Hepatitis No-A No-B" y la inyectó en cinco chimpancés. Después de 14 semanas, los chimpancés mostraron valores hepáticos elevados en las pruebas estándar, posible evidencia de un virus (en particular, el experimento de Alter carecía de un grupo de control, lo que significa que no se podía descartar una reacción hepática al suero sanguíneo extraño).
Después de una campaña publicitaria bien financiada por Chiron para obtener el apoyo del establecimiento de los NIH, una orden de suministro de sangre de 1992 de la FDA cosechó millones para la corporación. El CEO de Chiron se jactó: "Tenemos un producto de gran éxito".s. La evidencia del VHC alegada por Chiron y Houghton en el momento de los muchos pedidos de exámenes de sangre para este producto de gran éxito fue circunstancial, ya que el virus no había sido aislado por medios tradicionales y seguiría siendo un enigma durante muchos años. En el 8º Congreso Internacional del VHC en París en 2001, Houghton exclamó exasperado: "¿Dónde está el virus de la hepatitis C? ¿Alguien lo ha visto?"  El co-receptor del Nobel Charles Rice publicó artículos en los que se afirmaba una respuesta a esta pregunta.
Houghton fue coautor de una serie de estudios seminales publicados en 1989 y 1990 que identificaron anticuerpos contra la hepatitis C en la sangre, particularmente entre los pacientes con mayor riesgo de contraer la enfermedad, incluidos los que habían recibido transfusiones de sangre. Este trabajo condujo al desarrollo de una prueba de detección de sangre en 1990; Desde entonces, el análisis de sangre generalizado que comenzó en 1992 con el desarrollo de una prueba más sensible ha eliminado prácticamente la contaminación por hepatitis C de los suministros de sangre donada en Canadá. En otros estudios publicados durante el mismo período, Houghton y colaboradores relacionaron la hepatitis C con el cáncer de hígado.
En 2013, el equipo de Houghton en la Universidad de Alberta demostró que una vacuna derivada de una sola cepa de hepatitis C era eficaz contra todas las cepas del virus. A partir de 2020, la vacuna se encuentra en ensayos preclínicos..